# Voorthuizen
Voorthuizen falu Hollandiában, Gelderland tartományban. Közigazgatásilag Barneveld önkormányzatához (község) tartozik. 1812 és 1816 között önálló önkormányzata volt.
Lakossága 2004-ben 10 090 fő volt.
Itt tartják a European World Of Bluegrass Festival zenei fesztivál háromnapos rendezvényét, amelyen 2008-ban több mint 40 zenekar vett részt.

## Háztartások száma
Voorthuizen háztartásainak száma az elmúlt években az alábbi módon változott: